# FC Argeș Pitești
El FC Argeş Piteşti es un club de fútbol rumano, de la ciudad de Piteşti en Argeş. Fue fundado en 1953 y juega en la Liga I. El FC Argeş debutó en la Divizia A en 1961 y fue uno de los mejores equipos rumanos de los años 1970, cuando ganó dos ligas nacionales, en 1972 y 1979, liderado por su mejor jugador, el internacional Nicolae Dobrin.

## Historia
El 6 de agosto de 1953, una orden del Ministerio del Interior confirmó la fundación del Dinamo Pitești, actual FC Argeș Pitești, tras 27 años de dominio local con el Sporting Piteşti. En aquel momento, el Dinamo entró en el campeonato regional con Găeşti, Valcea, Curtea de Arges, Campulung, Topoloveni o Slatina.

### Desaparición
En plena temporada 2013/14 el club empezó a tener serios problemas financieros, decisión tomada por la Federación Rumana de Fútbol y más aún por la participación de dos equipos de Craiova en la Liga II.
El alcalde de la ciudad afirmó que hará lo posible para tener el registro del club y que el equipo filial que juega en la Liga III sea el sucesor del club, el cual se llamaría FC Argeș.

### Refundación
El 16 de junio de 2017 el municipio de Pitesti consigue fondos para adquirir a la sección de fútbol del SCM Pitesti, quien consiguió el ascenso a la Liga II para la temporada 2017/18.

## Jugadores
Con el tiempo, el FC Arges ha logrado reunir muchos jugadores importantes como Adrian Mutu, Nicolae Dica, Neaga Adrian y Daniel Comas en los últimos años. El club cuenta con un centro para niños y jóvenes. Uno de los jugadores más importantes del equipo fue Nicolae Dobrin, quien jugó 22 años en el club, alcanzando los 395 partidos, y anotando 106 goles.

### Jugadores destacados
- Constantin Barbu
- Marius Bilașco
- Cornel Cacoveanu
- Paul Codrea
- Dănuț Coman
- Nicolae Dică
- Nicolae Dobrin
- Constantin Frățilă
- Constantin Gâlcă
- Ionel Gane
- Dan Lăcustă
- Bogdan Mara
- Adrian Mutu
- Valentin Năstase
- Iulian Crivac
- Vasile Popa
- Adrian Neaga
- Marian Pană
- Ștefan Preda
- Andrei Prepeliță
- Emil Săndoi
- Badea Stelian
- Marin Radu
- Constantin Schumacher
- Iulian Tameș
- Cristian Tănase
- Radu Troi
- Ion Vlădoiu
- Bogdan Vintilă
- Vasile Bârdeș
- Daniel Bălaşa
- Florin Halagian
- Constantin Stancu
- Cătălin Oprea
- Cătălin Rupă
- Daniel Rednic
- Adrian Dobrea
- Sorin Radu
- Roland Împuşcătoiu
- Mitică Ragea
- Adrian State
- Elias Bazzi

## Entrenadores
- Ion Lăpușneanu (1953–1954)
- Ion Lăpușneanu (1955–1956)
- Ion Lăpușneanu (1958–1959)
- Virgil Mărdărescu (1963–1965)
- Eugen Mladin (1969)
- Constantin Teașcă (1969–1970)
- Bazil Marian (1970)
- Titus Ozon (1971)
- Florin Halagian (1971–1973)
- Ștefan Coidum (1973–1974)
- Florin Halagian (1974–1981)
- Constantin Cârstea (1985)
- Florin Halagian (1985–1988)
- Nicolae Dumitru (1988–1989)
- Alexandru Moldovan (1989)
- Ion Nunweiller (1990)
- Constantin Stancu (1990)
- Constantin Cârstea (1990–1991)
- Constantin Stancu (1992)
- Mihai Zamfir (1993)
- Ion Moldovan (1993–1994)
- Marian Bondrea (1994–1995)
- Constantin Stancu (1995)
- Constantin Cârstea (1995–1996)
- Ion Moldovan (1996–1997)
- Silviu Dumitrescu (1997–1998)
- Nicolae Dobrin (1998–1999)
- Mihai Zamfir (1999)
- Florin Halagian (1999–2000)
- Marian Bondrea (2000–2001)
- Nicolae Dobrin (2001)
- Florin Halagian (2001–2002)
- Vasile Stan (2002)
- Mario Marinică (2003)
- Ion Moldovan (2002–2004)
- Sorin Cârțu (2005–2006)
- Vasile Stan (2006)
- Giuseppe Giannini (2006–2007)
- Constantin Cârstea (2007)
- Ionuț Badea (2007–2009)
- Mihai Zamfir (2010)
- Ion Vlădoiu (2010)
- Iulian Crivac (2012–2013)
- Valentin Sinescu (2013–2014)
- Adrian Dulcea (2014–2015)
- Nicolae Dică (2015–2017)
- Constantin Schumacher (2015)
- Adrian Neaga (2015)
- Emil Săndoi (2017–2019)
- Augustin Eduard (2019)
- Nicolae Dică (2019)
- Ionuț Badea (2019–2020)
- Ionuț Moșteanu (2020)
- Adrian Dulcea (2020)
- Andrei Prepeliță (2020–2022)
- Marius Croitoru (2022–2023)
- Bogdan Vintilă (2023)
- Eugen Neagoe (2023–2024)
- Nicolae Dică (2024)
- Bogdan Andone (2024–)

## Palmarés
Liga I
- Campeón (2): 1971-72, 1978-79
- Subcampeón (2): 1967-68, 1977-78

Copa de Rumania
- Subcampeón (1): 1964-65

Liga II
- Campeón (5): 1960-61, 1962–63, 1993-94, 2007–08, 2024-25

## Participación en competiciones de la UEFA
| Temporada | Torneo         | Ronda            | Club              | Casa | Visita | Global |
| --------- | -------------- | ---------------- | ----------------- | ---- | ------ | ------ |
| 1966/67   | Copa de Ferias | 1                | Sevilla FC        | 2-0  | 2-2    | 4-2    |
| 1966/67   | Copa de Ferias | 2                | Toulouse FC       | 5-1  | 0-3    | 5-4    |
| 1966/67   | Copa de Ferias | 3                | NK Dinamo Zagreb  | 0-1  | 0-0    | 0-1    |
| 1967/68   | Copa de Ferias | 1                | Ferencváros       | 3-1  | 0-4    | 3-5    |
| 1968/69   | Copa de Ferias | 1                | Leixões           | 0-0  | 1-1    | 1-1 a  |
| 1968/69   | Copa de Ferias | 2                | Göztepe SK        | 3-2  | 0-3    | 3-5    |
| 1972/73   | Copa Europea   | 1                | Aris              | 4-0  | 2-0    | 6-0    |
| 1972/73   | Copa Europea   | 2                | Real Madrid CF    | 2-1  | 1-3    | 3-4    |
| 1973/74   | UEFA Cup       | 1                | Fenerbahçe SK     | 1-5  | 1-1    | 2-6    |
| 1978/79   | UEFA Cup       | 1                | Panathinaikos FC  | 3-0  | 2-1    | 5-1    |
| 1978/79   | UEFA Cup       | 2                | Valencia CF       | 2-1  | 2-5    | 4-6    |
| 1979/80   | Copa Europea   | 1                | AEK               | 3-0  | 0-2    | 3-2    |
| 1979/80   | Copa Europea   | 2                | Nottingham Forest | 0-2  | 1-2    | 1-4    |
| 1980/81   | UEFA Cup       | 1                | FC Utrecht        | 0-0  | 0-2    | 0-2    |
| 1981/82   | UEFA Cup       | 1                | APOEL             | 1-1  | 4-0    | 5-1    |
| 1981/82   | UEFA Cup       | 2                | Aberdeen          | 2-2  | 0-3    | 2-5    |
| 1998/99   | UEFA Cup       | Clasificatoria 1 | FK Baku           | 5-1  | 2-0    | 7-1    |
| 1998/99   | UEFA Cup       | Clasificatoria 2 | Istanbulspor      | 2-0  | 2-4    | 4-4 a  |
| 1998/99   | UEFA Cup       | 1                | Celta de Vigo     | 0-1  | 0-7    | 0-8    |